# Gare de Boussy-Saint-Antoine
Gare de Boussy-Saint-Antoine – stacja kolejowa w Boussy-Saint-Antoine, w departamencie Essonne, w regionie Île-de-France, we Francji.
Jest stacją Société nationale des chemins de fer français (SNCF), obsługiwaną przez pociągi RER linii D.